# Coniopteryx (Coniopteryx) minuta
Coniopteryx (Coniopteryx) minuta is een insect uit de familie van de dwerggaasvliegen (Coniopterygidae), die tot de orde netvleugeligen (Neuroptera) behoort. 
Coniopteryx (Coniopteryx) minuta is voor het eerst wetenschappelijk beschreven door Meinander in 1972.